# Skogskyrkogården, Karlskoga
För andra betydelser, se Skogskyrkogården (olika betydelser).
Skogskyrkogården är en begravningsplats på Badstugatan i centrala Karlskoga, väster om Bohult, som omges av naturreservatet Rävåsen, cirka 500 meter från Karlskoga kyrka. I söder gränsar kyrkogården till Rävåskyrkan. 
Begravningsplatsen är med sina 12 800 gravplatser näst störst i Karlskoga kommun, räknat i antalet gravplatser, efter Östra kyrkogården som har 400 fler. Kyrkogården är en av de äldsta skogskyrkogårdarna i Sverige och den första begravningen ägde rum 1911.

## Historia
En kommitté med representanter såsom Knut Wistrand, Ragnar Sohlman, Gustaf Forsberg och A Nylander tillsattes, i ett samarbete med länsträdgårdsmästaren O.F. Holmsten, för att utreda var en ny begravningsplats kunde anläggas, Rävåsen föreslogs och godkändes 1904. Den invigdes dock inte förrän 1908, vid en invigning som förrättades av biskop J.A. Eklund.
År 1905 fick arkitekten Lars Bäckvall i uppdrag att ta fram ritningar medan trädgårdsmästaren fick i uppdrag att planera marken.

## Byggnader och utsmyckning

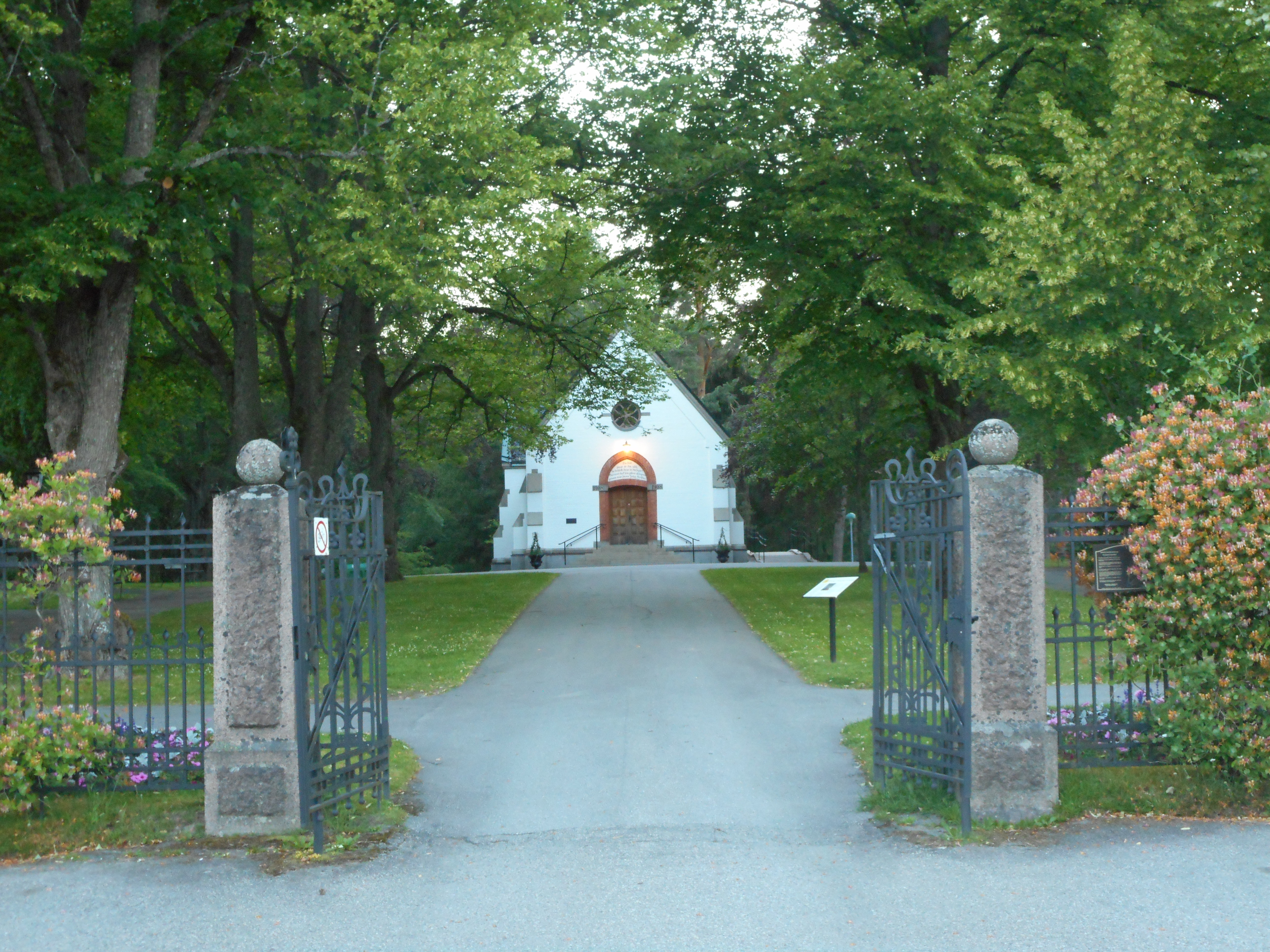
Skogskyrkogårdens kapell

Skogskyrkogårdens kapell, omges av kyrkogården, och förbinds av en allélik gata med Badstugatan. 

## Gravkvarteren
Kyrkogårdslandskapet präglas av kuperad terräng, Flertalet av gravarna är placerade i olika höjdlägen, och i höjdskillnad skiljer det 25 meter. På kyrkogården finns också en minneslund sedan 1983, och en askgravlund sedan 2018.
Flera av dödsoffren från explosionen i Björkborn 1940 begravdes på Skogskyrkogården och på utsidan av kyrkogårdsmuren, vid en stig som förbinder Tallåsvägen med promenadstigar på Rävåsen, ligger cirkushästen Menelik begravd.
En av Sveriges främsta olympier genom tiderna, Agneta Andersson, gravsattes här 2023.

### Gravsatta i urval
- Agneta Andersson (1961–2023)
- Sven Andersson (1921–2016)
- Alf Bande (1916–2006)
- Julius Carlsson (1882–1951)
- Johan Hellsing (1876–1962)
- Algot Holmström (1909–1996)
- Menelik (död 1931)